# Johanna Beisteiner

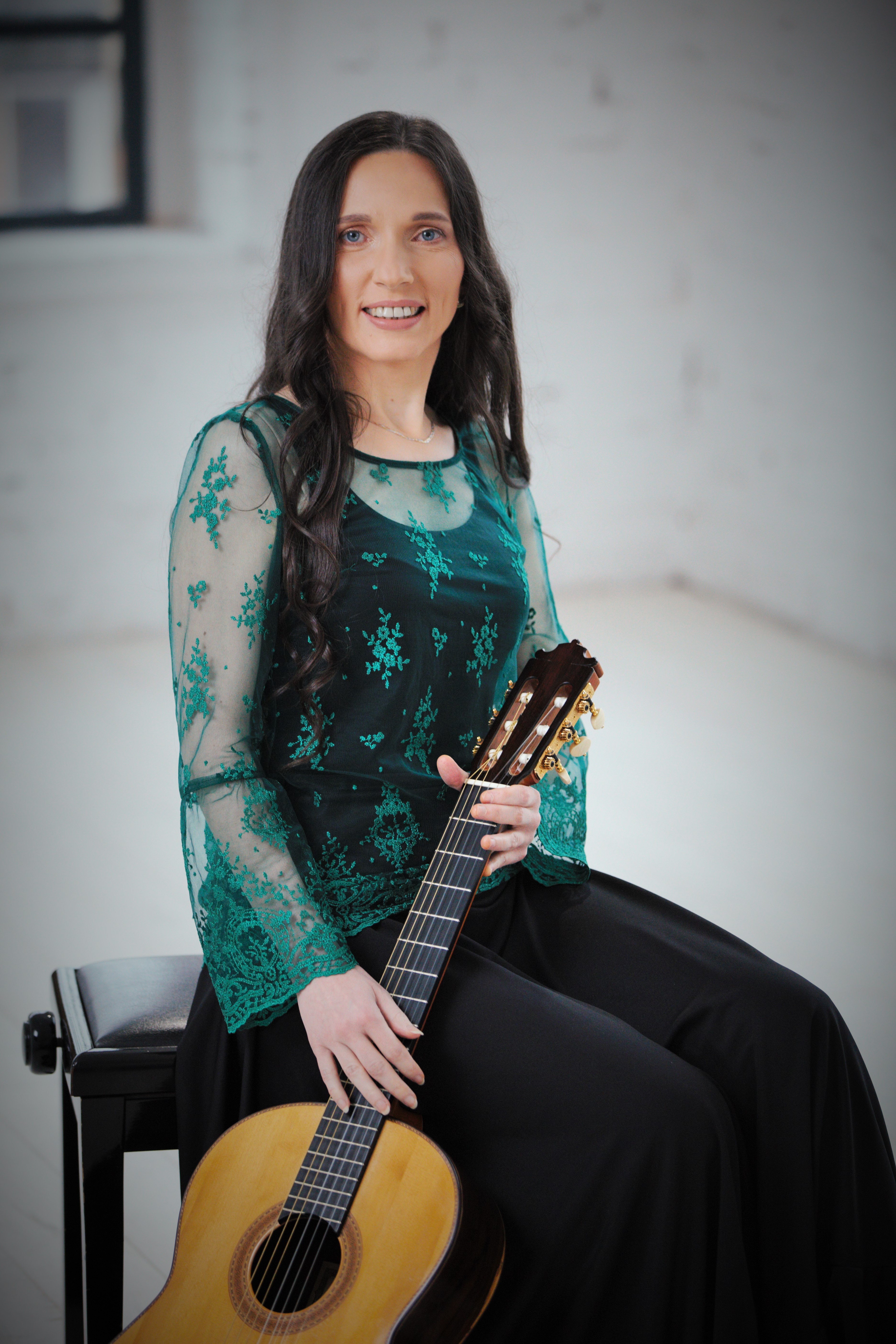
Johanna Beisteiner (2019)

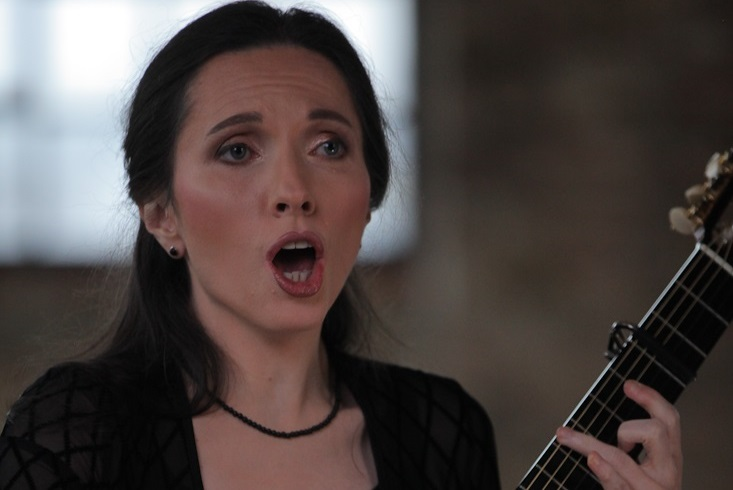
J. Beisteiner als Sängerin, sich selbst auf der Gitarre begleitend (2019)

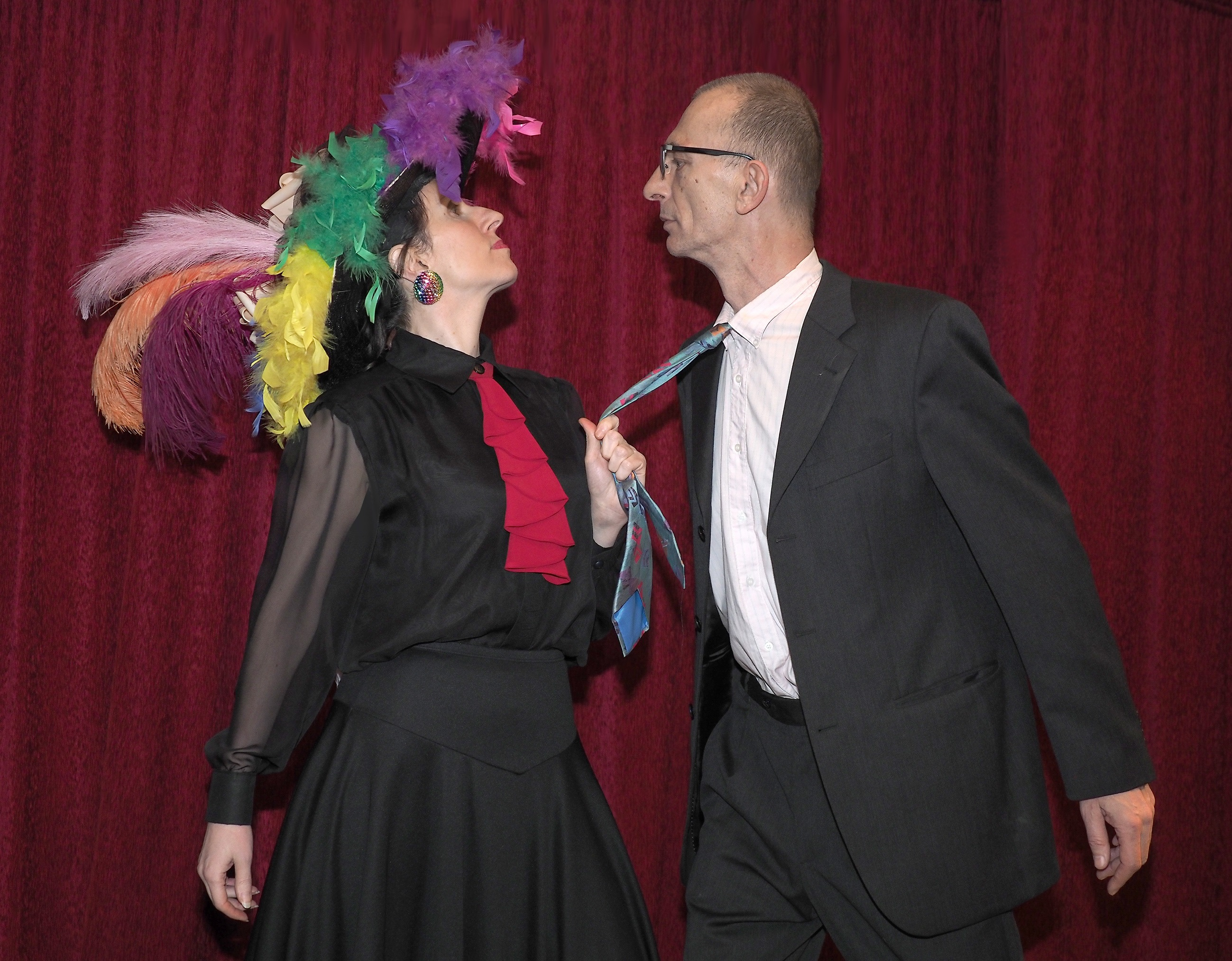
Johanna Beisteiner & Leo Pfisterer im Kabarettprogramm "Amourös und Skandalös", Februar 2025. Foto: M. Kalchhauser

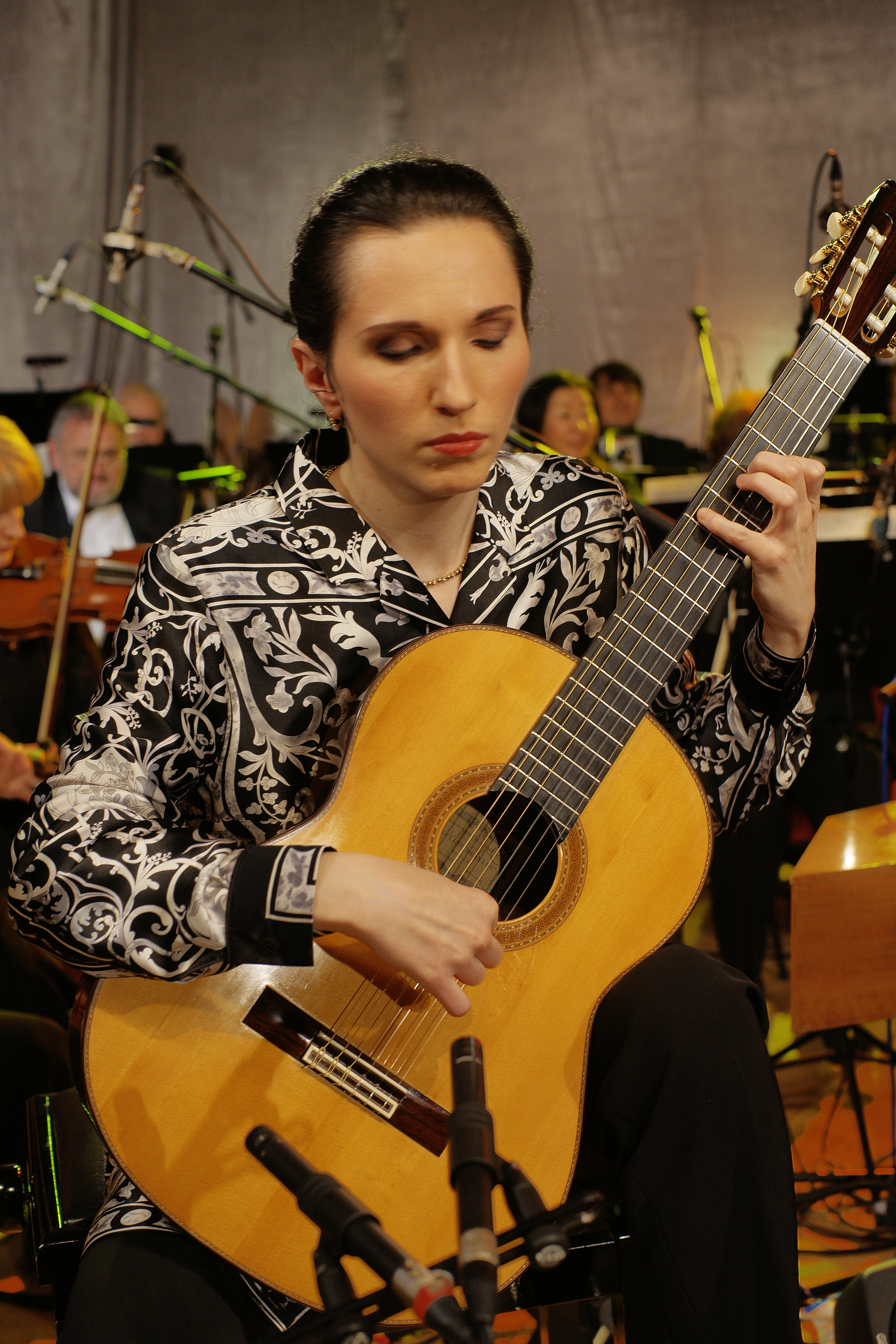
Johanna Beisteiner bei einem Konzert mit den Budapester Symphonikern unter der Leitung von Béla Drahos am 24. Oktober 2009 (Budapest, Hubay-Saal)

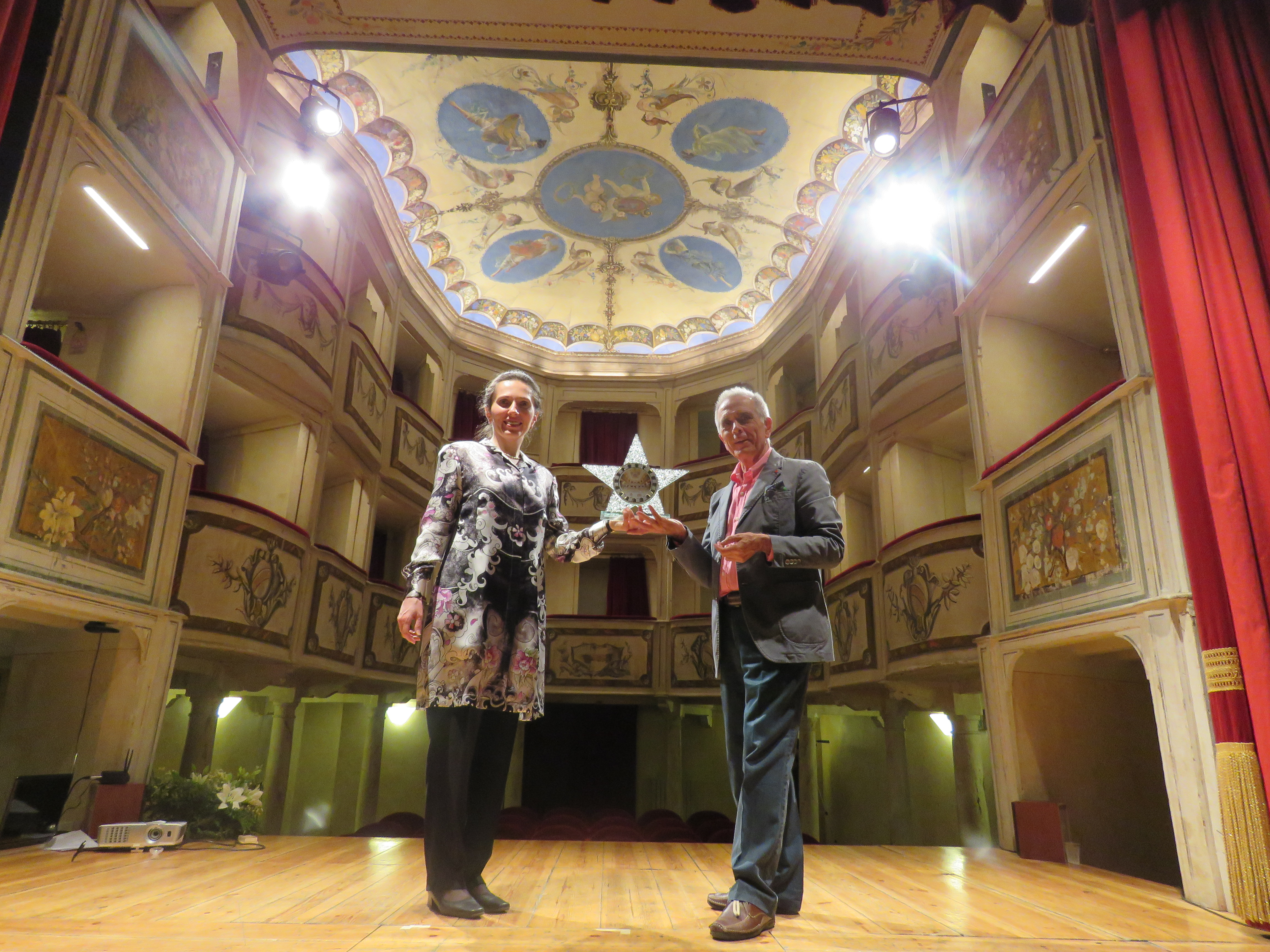
Johanna Beisteiner (links) als Preisträgerin des Premio Teatro della Concordia 2016 mit Edoardo Brenci (Präsident der Società del Teatro della Concordia, rechts).

Johanna Beisteiner (* 20. Februar 1976 in Wiener Neustadt) ist eine österreichische klassische Gitarristin, Sängerin, Schauspielerin und Arrangeurin.

## Leben
Johanna Beisteiner erhielt ihren ersten Instrumentalunterricht im Alter von neun Jahren an der Josef-Matthias-Hauer-Musikschule in Wiener Neustadt und wechselte 1992 erst sechzehnjährig an die Universität für Musik und darstellende Kunst Wien, wo sie ein Konzertfach sowie 2005 ein Doktoratsstudium mit der Dissertation Kunstmusik in Eiskunstlauf, Synchronschwimmen und rhythmischer Gymnastik von 1990 bis zur Gegenwart als Dr. phil. abschloss.
Beisteiner ist international als Solistin tätig. Ihr Repertoire umfasst neben bekannten Werken des 15. bis 20. Jahrhunderts auch neue Musik, unter anderem spielte sie die Uraufführungen zahlreicher Kompositionen von Robert Gulya, Reuben Pace sowie Eduard Schafranski. Außerdem arbeitete sie mit bekannten Orchestern wie den Budapester Symphonikern, dem Malta Philharmonic Orchestra, den Sotschier Symphonikern, der Kammerphilharmonie Graz oder dem Budapester Streichkammerorchester unter der Leitung renommierter Dirigenten wie Michelle Castelletti, Béla Drahos, Achim Holub und Oleg Soldatow. Mit dem argentinischen Tangotänzer und Choreographen Rafael Ramirez drehte sie 2008 den Videoclip Der Milonguero und die Muse zu Musik von Robert Gulya. 2012 verfasste sie ihre erste Eigenkomposition Zemlinsky's Nacht nach Themen von Alexander von Zemlinsky.
2017 gastierte Beisteiner beim Valletta International Baroque Festival mit Konzerten im Teatru Manoel sowie der Nationalbibliothek Malta mit Werken von Reuben Pace und Johann Sebastian Bach. 2018 wurde sie von Pace als Interpretin für die Uraufführung seiner Suite Mdina für Gitarre solo im Wiener Musikverein ausgewählt.
Ab der Saison 2017 trat Johanna Beisteiner auch als Sängerin auf. Unter anderem präsentierte sie mit der Wiener Schauspielerin und Sängerin Katrin Stuflesser eigene Arrangements von Renaissancemusik in einem Programm über Pieter Bruegel im Kunsthistorischen Museum. In jüngster Zeit interpretierte Beisteiner im Rahmen ihrer Solokonzerte neben virtuoser Gitarrenmusik auch Kunstlieder von Schubert, Mozart und anderen und begleitet sich mit eigens dafür entwickelten Spieltechniken selbst am Instrument.
Im Oktober 2022 unternahm Beisteiner eine Tournee in die USA mit Auftritten in New York City, Washington DC sowie Durham (North Carolina). Auf dieser Konzertreise zeigte sie ihre One-Woman-Show Farkas in America im Austrian Cultural Forum New York sowie im PSI Theatre des Durham Arts Council. Diese One-Woman-Show basierte auf dem Gedichtband Farkas entdeckt Amerika des jüdisch-österreichischen Kabarettisten Karl Farkas, der in diesem Werk auf ironische Weise seine Flucht vor dem Nazi-Regime über Frankreich und Spanien in die USA und sein dortiges Leben 1938–42 beschrieb. Analog zum Inhalt des Gedichtbandes wählte Johanna Beisteiner zwischen der Textrezitation Musik aus Revuen nach Libretti von Farkas sowie Flamencotanz. Weiters gab sie während der US-Tournee ein Solokonzert mit Liedern von Schubert und Mozart sowie Werken für Gitarre solo von Pace und Albéniz in der Church of the Epiphany (Washington, D.C.).
Im Rahmen eines Zyklus der Maison Heinrich Heine in Paris zu Ehren von Ingeborg Bachmann eröffnete Beisteiner an deren 50. Todestag am 17. Oktober 2023 die Veranstaltungsreihe mit dem musikalisch-literarischen Programm Ingeborg Bachmann & Paul Celan. Im November 2023 tourte sie in Kanada und den USA mit Auftritten im Centrepointe Theatre in Ottawa, in der Ottawa Public Library sowie dem PSI Theatre in Durham. Dabei präsentierte die Künstlerin ihre One-Woman-Show Austrian Rarities mit Werken von Beethoven, Mozart und Schubert sowie Anekdoten aus den Verbindungen von Ingeborg Bachmann zu Nordamerika. Außerdem moderierte sie in Ottawa den  Buchklub der EUNIC zur englischen Übersetzung eines Buches von Ludwig Drahosch, Simonetta's Shadow: A Tale about the Unteachability of the Beautiful (Verlag Margarete Tischler, 2022).
Seit 2024 präsentiert sich Beisteiner auch als Schauspielerin im szenischen Kabarettprogramm Skandalös & Amourös, basierend auf historischen Kriminalfällen und kreiert von Leo Pfisterer.
Mehrere Aufnahmen der Gitarristin wurden bei Gramy Records veröffentlicht. Weiters wirkte sie bei Soundtracks zu den Kinofilmen Truce (USA, 2005) sowie S.O.S. szerelem! (Ungarn, 2007) mit und war in Rundfunk und Fernsehen zu hören, u. a. bei Rai 3 sowie Bartók Rádió.
Johanna Beisteiner spielt eine spanische Konzertgitarre aus der Meisterwerkstätte von Paulino Bernabe und Sohn.

## Auszeichnungen
- 2008: Kristalltrophäe 200 Jahre Teatro della Concordia[31] in Monte Castello di Vibio, Italien.
- 2011: Ehrenmitgliedschaft beim Förderverein Schloss Hohenschönhausen in Berlin, Deutschland.[32]
- 2016: Premio Teatro della Concordia 2016 für ihre selbst komponierte und interpretierte Don Quijote-Fantasie nach einem Ballett von Minkus[33]

## Uraufführungen

### Werke von Robert Gulya
- 2000: Fairy Dance / Feen-Tanz für Gitarre solo
- 2006: Capriccio für Gitarre und Klavier
- 2007: Night Sky Preludes / Sternenhimmel-Päludien für Gitarre solo
- 2009: Konzert für Gitarre und Orchester. Videobeispiel des ersten Satzes live gespielt im Jahr 2009 von Johanna Beisteiner und den Budapester Symphonikern unter der Leitung von Béla Drahos (Video veröffentlicht von Gramy Records, 2010.)
- 2009: Der Milonguero und die Muse (Tango), zweite Fassung für Flöte, Gitarre und Streichorchester. Videobeispiel dieses Tangos live gespielt im Jahr 2009 von Béla Drahos, Johanna Beisteiner und den Budapester Symphonikern (Video veröffentlicht von Gramy Records, 2010.)
- 2010: Walzer für Gitarre solo
- 2013: Nussknacker-Variationen für Gitarre und Streichorchester

### Werke von Reuben Pace
- 2017: Concertino für Gitarre, Cembalo und Orchester
- 2018: Suite Mdina für Gitarre solo

### Werke von Eduard Schafranski
- 2004: Requiem für Gitarre
- 2007: Caravaggio oggi oder Gedanken zu einem Bild von Caravaggio. Videobeispiel (GRAMY Records, 2010.)
- 2007: Nacht in Granada
- 2009: Die alten Viertel von Alania
- 2009: Die Gesänge der Brandung

### Eigenkompositionen
- 2012: Zemlinskys Nacht (nach Themen von Alexander von Zemlinsky)[34][35]
- 2016: Don-Quijote-Fantasie nach einem Ballett von Minkus[36]

## Diskografie

### CD
- 2001: Dance Fantasy
- 2002: Salon
- 2004: Between present and past
- 2007: Virtuosi italiani della chitarra romantica
- 2012: Austrian Rhapsody
- 2016: Don Quijote

### DVD
- 2010: Live in Budapest

### Soundtracks
- 2005: Truce[37][38]
- 2007: S.O.S Love![39][40]